# Alfred Saupe

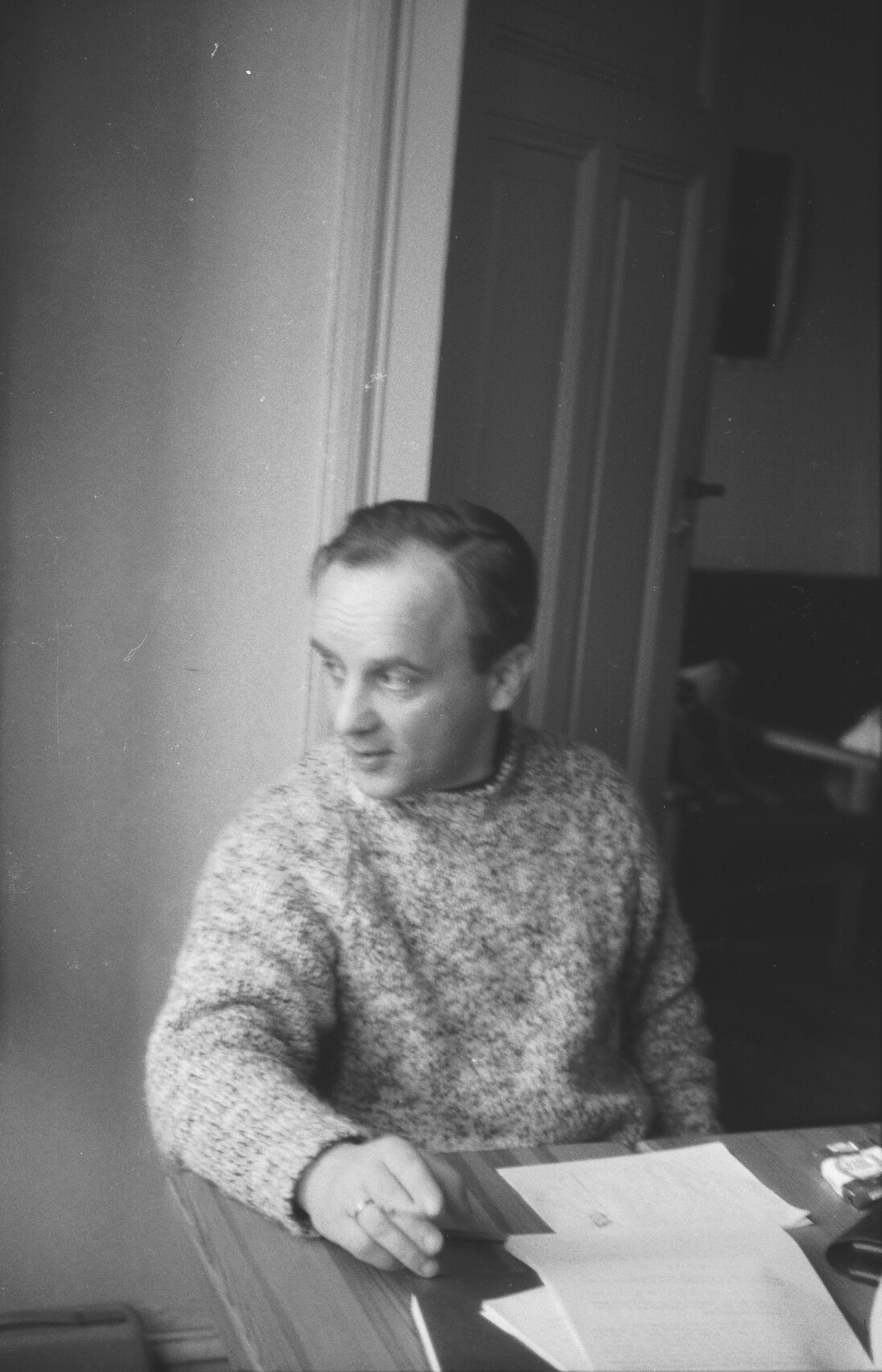
Alfred Saupe.

Alfred Saupe (* 14. Februar 1925 in Badenweiler; † 3. August 2008 ebenda) war ein deutscher Physiker, der grundlegende Arbeiten auf dem Gebiet der Flüssigkristalle leistete.
Saupe, Sohn eines Badenweiler Hoteliers, besuchte die Grundschule in Badenweiler und anschließend das Gymnasium in Müllheim. 1943, im vorletzten Schuljahr, wurde er zunächst zum Reichsarbeitsdienst eingezogen, kam später zur Luftwaffe und schließlich zu den Fallschirmjägern. Januar 1945 gelangte er in den Niederlanden in britische Kriegsgefangenschaft. Nach seiner Entlassung 1948 absolvierte er 1949 das Abitur am Freiburger Berthold-Gymnasium und begann ein Physikstudium an der Albert-Ludwigs-Universität Freiburg.
Sowohl seine Diplom- als auch seine Doktorarbeit fertigte Saupe in der Flüssigkristallgruppe von Wilhelm Maier an. In dieser Zeit entstand seine grundlegende Arbeit zum nematisch-isotropen Phasenübergang (Maier-Saupe-Theorie). Nach der Promotion 1958 blieb er weiter am Physikalischen Institut der Universität Freiburg und beschäftigte sich zunächst experimentell und theoretisch mit UV-Spektroskopie an Flüssigkristallen and entwickelte die Methode, mittels des Freedericksz-Übergangs elastische Konstanten nematischer Flüssigkristalle zu bestimmen. 1961 wechselte er für ein Jahr an das Freiburger Institut für Elektrowerkstoffe (das spätere Fraunhofer-Institut für Angewandte Festkörperphysik), darauf wurde er Assistent von Maier. Er heiratete im Jahr 1963 und hatte drei Kinder. In dieser Zeit begann Saupe, sich mit NMR an Flüssigkristallen zu beschäftigen. 1965, nach dem Tode seines Mentors Maier, wechselte er zu Hans-Joachim Cantow (1923–2018) ans Freiburger Institut für Makromolekulare Chemie, das eines der weltweit ersten supraleitenden NMR-Spektrometer besaß. Hier betrieb er zusammen mit Cantow NMR-Spektroskopie an Polymeren und konnte sich 1967 in Physikalischer Chemie habilitieren.
1968 ging Saupe als Gastprofessor an das Liquid Crystal Institute der Kent State University, wo er nach zwei Jahren eine Dauerstelle als Professor für Physik annahm. Dort arbeitete er weiter auf dem Gebiet der NMR sowie unter anderem über chirale smektische Phasen und über elastische Eigenschaften nematischer Flüssigkristalle. Nach seiner Emeritierung 1992 war Saupe bis 1997 Leiter der Max-Planck-Arbeitsgruppe „Flüssigkristalline Systeme“ in Halle. Seine letzten Jahre verbrachte er, am Parkinson-Syndrom erkrankt, an seinem Geburtsort.
Für sein Werk erhielt Saupe diverse Preise und Ehrungen, u. a. den Nernst-Preis der Deutschen Bunsengesellschaft (1974), den Humboldt-Preis (1987, Gast am Max-Planck-Institut für Polymerforschung), und eine Einladung ans Wissenschaftskolleg zu Berlin (1998).
Nach ihm ist der seit 2010 verliehene Alfred-Saupe-Preis der Deutschen Flüssigkristall-Gesellschaft in der Bunsen-Gesellschaft für physikalische Chemie benannt.